# Uniontown, Pennsylvania
Uniontown là một thành phố thuộc quận Fayette, tiểu bang Pennsylvania, Hoa Kỳ. Năm 2010, dân số của thành phố này là 10372 người.